# Aididae
De Aididae zijn een familie van vlinders uit de superfamilie Zygaenoidea. De familie telt 6 soorten, verdeeld over 2 geslachten. Het typegeslacht van de familie is Aidos.

## Geslachten en soorten
- Aidos Hübner, 1820
  - Aidos amanda (Stoll, 1782)
  - Aidos perfusa Schaus, 1905
  - Aidos yamouna (Dognin, 1891)
- Xenarchus Herrich-Schäffer, 1855
  - Xenarchus admirabilis (Schaus, 1894)
  - Xenarchus carmen (Schaus, 1892)
  - Xenarchus osorius Herrich-Schäffer, 1855